# Trường Đại học Phan Thiết
Trường Đại học Phan Thiết (University of Phan Thiet) là trường Đại học tư thục duy nhất tại tỉnh Bình Thuận, Việt Nam đào tạo đại học và sau đại học. Trường được thành lập theo theo quyết định số 394/QĐ-TTg của Thủ tướng Chính phủ Việt Nam, ký ngày 5 tháng 3 năm 2009.

## Chuyên ngành đào tạo
- Quản trị du lịch khách sạn
- Quản trị dịch vụ du lịch và lữ hành
- Tài chính ngân hàng
- Tiếng Anh
- Quản trị kinh doanh
- Ngoại thương
- Kế toán
- Công nghệ thông tin
- Luật kinh tế

## Lịch sử hình thành
Trường Đại học Phan Thiết được thành lập theo Quyết định số 394/2009/QĐ -TTg, ngày 25 tháng 3 năm 2009 của Thủ tướng Chính phủ. Trụ sở chính của Trường nằm trong khuôn viên rộng gần 4ha tại 268 Nguyễn Thông, Thành phố Phan Thiết, Tỉnh Bình Thuận và đang khởi công xây dựng cơ sở 2 gần 5ha tại đường 706B, phường Phú Hài, TP Phan Thiết, tỉnh Bình Thuận.
Trường Đại học Phan Thiết là cơ sở đào tạo cao đẳng, đại học, nghiên cứu khoa học và chuyển giao công nghệ chất lượng cao đáp ứng nhu cầu phát triển kinh tế xã hội trong tiến trình công nghiệp hóa và hiện đại hóa đất nước và hội nhập quốc tế.

## Những thành tựu đã đạt được
Trong hơn 06 năm qua, Trường Đại học Phan Thiết đã có những bước phát triển  về số lượng và chất lượng trong việc thực hiện nhiệm vụ chính trị mà nhà nước giao cho. Trong giai đầu khi mới thành lập cũng có một số khó khăn nhất định và trong bối cảnh đó, được sự quan tâm lãnh đạoTỉnh ủy Tỉnh Bình Thuận, sự ủng hộ và giúp đỡ của các Sở Ban ngành cộng với sự nỗ lực cố gắng vượt bậc của tập thể quý Thầy Cô, Cán bộ và Nhân viên ban đầu, khó khăn từng bước được khắc phục.Khóa cao đẳng 2009 đã tốt nghiệp 197 sinh viên.